# 勒兹万·马丁
勒兹万·马丁（羅馬尼亞語：Răzvan Martin，1991年12月22日—），罗马尼亚男子举重运动员。他曾代表罗马尼亚参加2008年和2012年夏季奥林匹克运动会举重比赛，其中2012年奥运会因药检阳性被取消铜牌。